# Tart (film)
Pour les articles homonymes, voir Tart.
Tart, ou Naïve au Québec, est un film américain réalisé par Christina Wayne, sorti en 2001.

## Fiche technique
- Titre : Tart
- Titre québécois : Naïve
- Réalisation : Christina Wayne
- Scénario : Christina Wayne
- Production : Patrick D. Choi, Sam Gaglani, Diane Isaacs, Jeremy Lappen, Margot Lulick, Nile Niami et Clark Peterson
- Sociétés de production : Green Moon Productions et Interlight
- Budget : 3,3 millions de dollars américains (2,42 millions d'euros)
- Musique : Jeehun Hwang
- Photographie : Stephen Kazmierski
- Montage : Ray Hubley
- Décors : Marian Wihak
- Costumes : Gersha Phillips
- Pays d'origine : États-Unis, Canada
- Format : Couleurs - 1,85:1 - Dolby Digital - 35 mm
- Genre : Drame, romance
- Durée : 94 minutes
- Dates de sortie : 15 juin 2001 (Italie), 23 avril 2002 (sortie vidéo États-Unis)

## Distribution
Légende : Version québécoise = VQ
- Dominique Swain (V.Q. : Aline Pinsonneault) : Cat Storm
- Brad Renfro (V.Q. : Patrice Dubois) : William Sellers
- Bijou Phillips (V.Q. : Christine Bellier) : Delilah Milford
- Mischa Barton (V.Q. : Catherine Bonneau) : Grace Bailey
- Alberta Watson : Lily Storm
- Myles Jeffrey : Pete Storm
- Scott Thompson (V.Q. : Sébastien Dhavernas) : Kenny
- Michael Murphy : Mike Storm
- Nora Zehetner : Peg
- Jacob Pitts (V.Q. : Jean-François Beaupré) : Toby Logan
- Chelse Swain : Heather von Strum
- Lacey Chabert (V.Q. : Caroline Dhavernas) : Eloise Logan
- Melanie Griffith : Diane Milford
- Shawn Lawrence : Fred, le portier
- Peter Snider : Richard Logan
- Marcia Bennett : Madame Major

## Autour du film
- Le tournage s'est déroulé à New York et Toronto.
- Bijou Phillips et Mischa Barton ont par la suite rejoué ensemble sous la direction de Marcus Adams dans Octane (2003).
- Tart est le tout premier film cinéma de l'actrice Nora Zehetner.

## Distinctions
- Nomination au prix de la meilleure actrice pour Dominique Swain, lors des DVD Exclusive Awards en 2003.